# 岩崎茂雄
岩崎 茂雄（いわさき しげお）は、日本の元予備校講師。弁護士。
群馬県出身。中央大学法学部卒業。1979年、司法研修所で同期（第33期）の反町勝夫によるLEC創立に参加。LEC東京リーガルマインドでは専任講師として、一貫して司法試験基礎講座を担当。LEC司法試験講座独自の教科書であるプロヴィデンステキストを作成。司法試験テキストC-BOOKにも企画から関わった。
2004年、日本初の株式会社立大学であるLEC東京リーガルマインド大学が創立されてからはLEC大学総合キャリア学部兼任教授も務めていた。2013年からはLEC東京リーガルマインド大学院大学高度専門職研究科兼任教授。2017年LEC退職。LEC会計大学院退職。司法修習を滞りなく終え、群馬県前橋市にて岩崎茂雄法律事務所を開業。同所長。